# Claire Géniaux
Pour les articles homonymes, voir Géniaux.
Claire Géniaux, née le 6 juillet 1879 à Rennes et morte le 16 février 1971 à Nice, est une autrice et journaliste de langue française. Elle est parfois mentionnée sous le nom de Claire Charles-Géniaux.

## Biographie

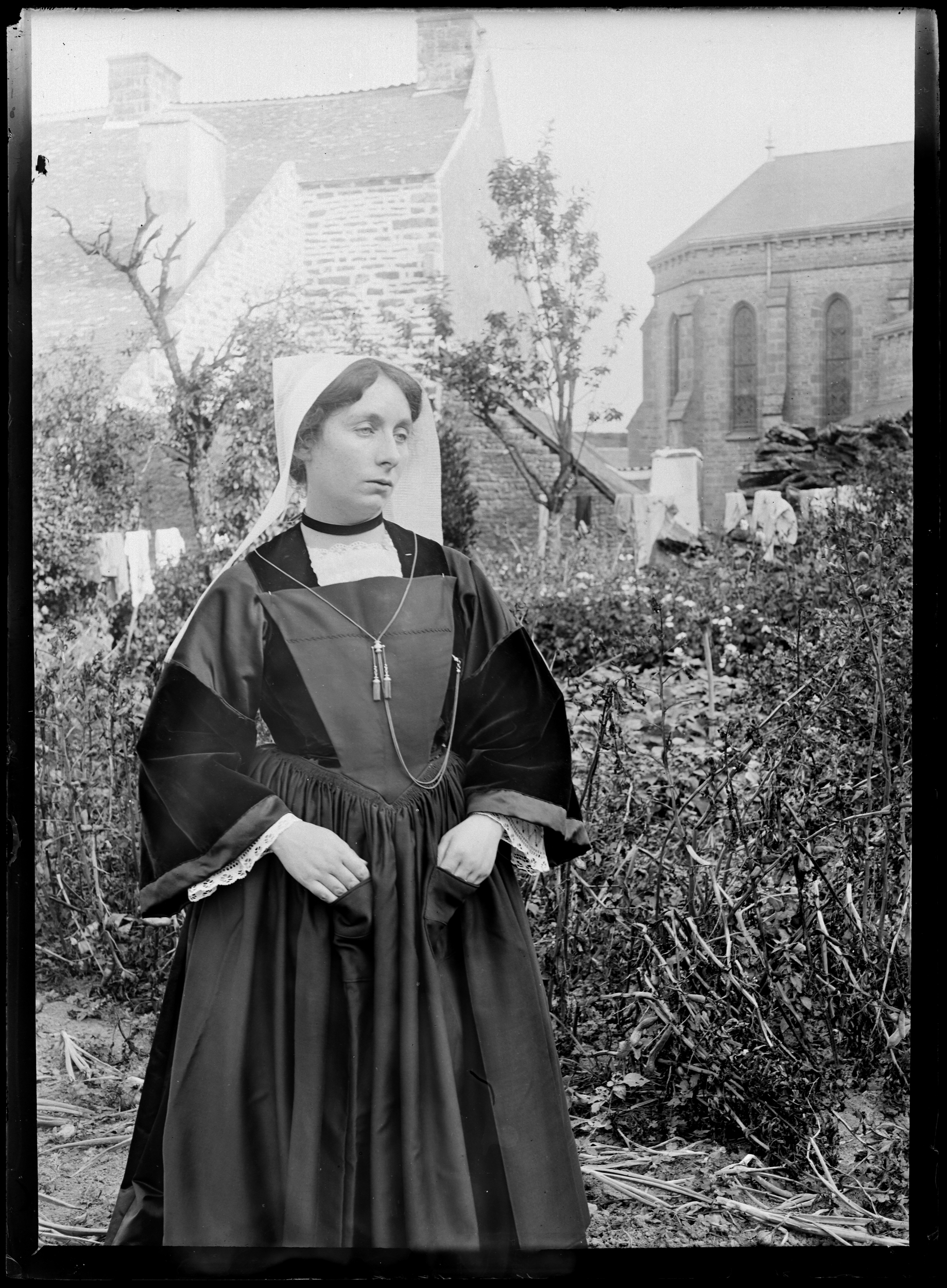
Claire Géniaux en costume breton entre 1898 et 1915 (photo musée de Bretagne).

### Famille
Marie Claire Mazères naît en 1879 à Rennes, fille de Jean Baptiste Marie Mazères, architecte, et Léontine Rose Marie Bousquet, son épouse. En 1900, elle épouse, à sa majorité, à Villefranche-de-Rouergue, Charles Géniaux, publiciste contre l'avis de sa famille.

### Déménagement à Paris
Le couple part vivre à Montrouge en 1902 pour se rapprocher des milieux artistiques parisiens.
Claire suit son mari envoyé par le Ministère des Affaires Étrangères à Tunis en 1906 puis en 1908. Elle y fait la rencontre d'Alexandra David-Néel et de Henri Gustave Jossot. Elle aide son mari, orientaliste, dans la rédaction de ses romans.
La réussite de Charles Géniaux permet au couple d'acheter le château de Milhars (Tarn) en 1920 et Claire y reste jusqu’en 1947. En 1927, elle relate sa rencontre avec l’écrivaine Marcelle Tinayre dans la Femme de France.
Durant la Seconde Guerre mondiale, elle demeure à Milhars, où elle recueille à partir de 1943 son amie pacifiste et féministe Gabrielle Duchêne, qui vit dans la clandestinité. 

## Œuvre littéraire
Claire Géniaux écrit avec son mari ou seule. Outre des romans sentimentaux, elle écrit sur le pacifisme et la condition des femmes dans le monde après le décès de son mari en 1931. Dans L'Âme musulmane en Tunisie, elle s’élève contre la soumission des femmes et regrette que la cohésion sociale des sociétés occidentales soit en ruine. Lorsque son livre Le sort le plus beau ! parait, Henri Gustave Jossot déplore que sa parution n'ait pas eu lieu durant la Première Guerre mondiale. Quant au roman Un héros national inspiré des épreuves de Jean-Julien Lemordant, Claire Géniaux y déplore les œuvres de charité des femmes envers les soldats qui auraient prolongé ce même conflit.
Dans ses Cahiers (1935), elle décrit le sort des Tunisiennes, Algériennes et Marocaines, estimant que ces dernières sont moins émancipées et imagine un futur où toutes ces femmes seront aussi développées que les Européennes. Dans ce même ouvrage, elle montre sa crainte que les réformes introduites par Mustapha Kemal en Turquie y affaiblissent la culture islamique.

## Liste des écrits
- La Découverte du monde
- Un héros national
- Paladins modernes
- Un héros national, 1922
- Le Château Clair de lune, 1923
- Le Sort le plus beau, E. Flammarion, s. d.
- À l'amour tout est possible, Plon, 1946
- Mariage d’amour et mariage de raison, Collection Parisienne no 190, 1949
- Romans pour la Collection Stella

### Sous le nom de Claire Charles-Géniaux
- Des Causses à l'Aubrac, Stock, 1937
- L'Amour a brisé la chaîne, Collection Fama no 645, 1939
- L'Âme musulmane en Tunisie, Paris, Fasquelle éditeurs, 1934, 212 p. (lire en ligne)
- Une jeune fille passionnée, Villefranche-de-Rouergue, Salingardes, 1948, 212 p. (lire en ligne)

### En collaboration avec Charles Géniaux
- Les Musulmanes, roman, 1909
- Le Cyprès, 1918
- Une affranchie, roman, 1924
- Font-Colombes : l'amour et l'art, 1930

## Distinctions
- Prix Montyon de l'Académie française (1947)

## Galerie

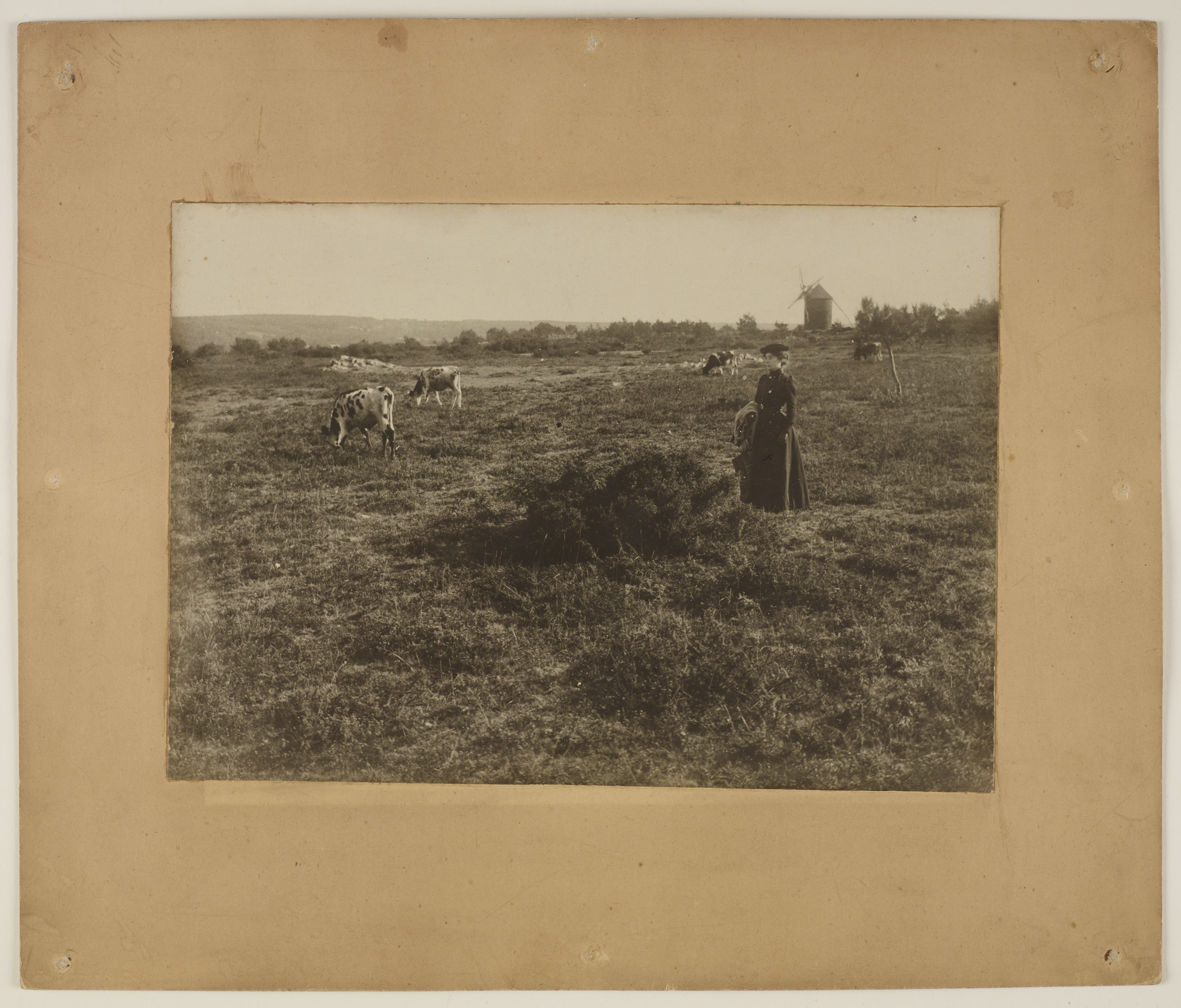
Claire dans la lande photographiée par Charles Géniaux, son mari.
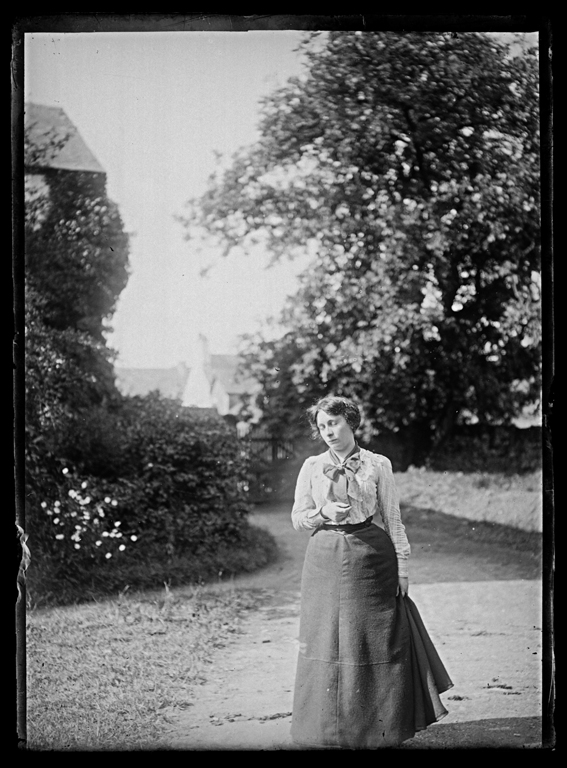
Portrait de Claire Géniaux dans un jardin, photographiée par Charles Géniaux. Vers 1905-1910.
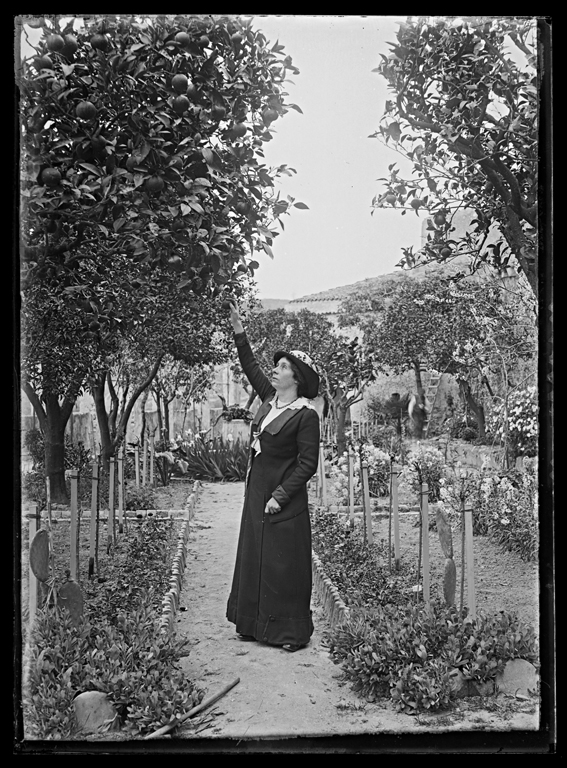
Portrait de Caire Géniaux cueillant des agrumes. Photographie de Charles Géniaux vers 1905-1910